# Медея (филм)
„Медея“ (на италиански: Medea) е италиански филм от 1969 година, на режисьора Пиер Паоло Пазолини, заснет по негов сценарий. В главните роли е Мария Калас (в ролята на Медея).

## Сюжет
Внимание:  Текстът по-долу разкрива сюжета на произведението (или части от него)!
Филмът е разделен на три основни части – архаична, преходът към нов живот (по пътя от Колхида за Коринт през Йолк) и събитията в Коринт. Като цяло може да се каже, че филмът е удивително симетричен, със сдвоени събития, отекващи в различните части. 
Пазолини започва филма с авторски провокативен монолог на кентавъра (бащинска позиция срещу майчинска), което показва, че филмът още от първата минута се различава коренно и от митологията, и от Античността. Кентавърът разказва на Язон за родословното си дърво и за златното руно. В началото Язон е представен като малко момче, без никакви дрехи, което не разбира съвсем нищо от това, което кентавърът му говори. Историята, която му разказва, се оказва твърде дълга и скучна за малкия Язон и той заспива по средата ѝ.
По-нататък във филма се представя възпроизвеждането на един ритуал за завръщането на плодородието на земята, в който се прави жертвоприношение, в което се принася човек. Този ритуал е характерен за варварското племе, от което е и самата Медея. Налице е прототип на кръста – древна вилица, която по-късно се появява като опора, с която Абсирт сваля златното руно, помагайки на Медея да го открадне. Жертвоприношението се осъществява по следния начин: жертвата е момче покрито със злато и намазано с червена боя, символизиращи хляба и виното. След това го разкъсват на парчета и всяка част от тялото му се закопава в земята, а с кръвта му се намазват листата на растенията. След извършването на жертвоприношението всички от племето си слагат маски и започват да изпълняват ритуални танци.
Медея и Язон се срещат в храма, където се намира златното руно. Той прекрачва прага на храма, а след това се връща назад. Медея първоначално не го вижда, а изпада в „специално“ състояние, което също може да се определи като някакъв ритуал. След „припадъка“ Медея отива към прозореца, за да сбогува с Колхида. Язон напуска Колхида заедно с аргонавтите и тръгва за Коринт. Медея открадва златното руно с помощта на брат си Абсирт и на колесница също напуска Колхида. По пътя Медея среща Язон, той гали златното руно. Срещата им завършва с убийството на Абсирт, което самата Медея извършва. Убийството наподобява ритуала на жертвоприношението – тялото му е разсечено с брадва и разпръснато. По петите им са тръгнали колхидци, разбирайки за изчезването на руното. Медея и Язон, защото колхидците виждат разкъсаното тяло, разбират чие е и започват да го събират, за да го представят пред всички в Колхида и да покажат доказателство за това какво е извършила Медея.
След това във филма се представя пристигането на Язон и Медея в Йолк и предаване на руното в ръцете на чичото на Язон – Пелий. В Йолк Медея сваля кралските си одежди и ги заменя с традиционните за тамошните жени дрехи.
В третата част от филма се представя разговорът на Язон с двама кентаври в Коринт. След продължителен диалог единият от кентаврите, който се вижда в самото начало на филма, казва нещо на Язон, свързано с Медея. Язон се хваща за главата, но след това бързо забравя и отива на поляната да танцува с другите коринтци. Медея вижда как Язон танцува щастливо на площада и неговата радост става повод за сълзите ѝ. Тя се прибира вкъщи и се оттегля в стаята си. Медея разбира за предателството на Язон, женейки се за Главка, и е готова да си отмъсти. За да го направи, тя демонстрира смиреността си и готовността си да приеме брака на Язон и Главка.
Доста интересна е частта от филма, в която Медея изпраща синовете си да занесат дар на Главка. Всъщност дарът, който Медея изпраща, са нейните дрехи, с който тя пристига в Йолк. Във филма са представени два варианта на това как Главка умира първият е, когато облича дрехите подарени ѝ от Медея и слага лавровия венец, поглеждайки се в огледалото тя започва да гори. Баща ѝ – Креон, се опитва да я спаси, но и той изгоря с нея. Вторият начин е, когато Главка облича дрехите, слага лавровия венец, но изпитва нетърпима болка. В пристъпа на ужас тя излиза навън и се хвърля от стените на двореца.
Интересна е и частта, в която Медея убива децата си. Преди да ги убие тя ги приспива с песен. Към края на филма се вижда горящият Коринт и се представя разговорът между Медея и Язон, който желае да вземе телата на мъртвите си деца. Медея не пожелава да му ги даде, казвайки, че всичко вече е свършено. Тя е съкрушена, плаче – това е първият ѝ вик, който чуваме в последните минути от филма.

## В ролите
| Изпълнител        | Роля   |
| ----------------- | ------ |
| Мария Калас       | Медея  |
| Масимо Джироти    | Креон  |
| Маргарет Клементи | Главка |
| Лоран Терзиеф     | Хирон  |
| Джузепе Джентиле  | Язон   |
| Пол Джабара       | Пелий  |